# Live 2012
Live 2012 är Svante Karlssons femte album, ett livealbum som spelades in under sommaren 2012. Skivan utkom på cd och digitalt den 21 november 2012.

## Låtlista
1. "I'll work for your love (Live)" - 3.32
2. "Inga träd får växa till himlen (Live)" - 5.38
3. "I'd lie to you for your love (Live)" - 3.39
4. "Don't cry (Live)" - 5.17
5. "Det nummer du har ringt kan inte nås (för närvarande) (Live)" - 5.18
6. "Dancing on my own (Live)" - 4.18
7. "Kommer aldrig mer igen (Live)" - 5.03
8. "Mannen som hatade sommaren (Live)" - 4.58
9. "Caribbean wind (Live)" - 6.49
10. "I wish I were blind (Live)" - 5.07
11. "Rockin' in the free world (Live)" - 5.38

## Singlar
- "Santa Claus is coming to town" - 3.37 / "Dancing on my own (Live)" - 4.18

Utgiven 21 november 2012.

## Musiker
- Svante Karlsson - sång, akustisk gitarr, munspel
- Fredrik "Gicken" Johansson - bas
- Richard Schill - trummor
- Mattias "Thisen" Hjelm - orgel/piano
- Peter Bengtsson - gitarr
- Jannike Stenlund - fiol/sång
- Christer Schill - gitarr/sång